# Retrato ecuestre del duque de Lerma
El Retrato ecuestre del duque de Lerma es un óleo realizado en 1603 por el pintor flamenco Pedro Pablo Rubens. Sus dimensiones son de 290,5 × 207,5 cm. Se expone en el Museo del Prado, Madrid.
La pintura muestra a Francisco de Sandoval y Rojas, I duque de Lerma y valido de Felipe III de España, en un retrato ecuestre en escorzo situado sobre un fondo de batalla.
Tras la caída en desgracia del duque, este retrato pasó a la Colección Real española, si bien brevemente pues Felipe IV lo devolvió a sus descendientes. A lo largo de tres siglos fue pasando, por herencia, a diversas familias nobiliarias españolas hasta que en la década de 1940 fue donado a una institución religiosa madrileña, a fin de que su venta proporcionase dinero para el mantenimiento de la misma. En 1962 se anunció su subasta, que fue difundida internacionalmente ya que la pintura había obtenido licencia de exportación; pero se suscitó una controversia tal, que el permiso fue revertido y la subasta se suspendió. Finalmente, el Prado adquirió el cuadro en 1969 por 20 millones de pesetas. 